# Акашагарбха
Акашагарбха (на японски Кокуджо Босацу, на тибетски Намкай Нингпо) е почитан като един от „Осемте Велики Бодхисатви“. Името му се превежда като „съкровището на безграничното пространство“, защото мъдростта му е безгранична като самото пространство. Известен е също като брат на бодхисатва Кшитигарбха – „съкровището на земята“.

## Мантра
Мантрата на Акашагарбха е широко използвана от будистите в школата Шингон, от китайските езотерични будисти и художници. Вярва се, че мантрата увеличава мъдростта, креативността и разпръсква невежеството.
- китайски: На Мо Су Конг Цанг Пу Са
- виетнамски: Нам Мо Кхонг Танг Бо Тат
- превод: Благословен бъди бодхисатва Акашагарбха,

Различна мантра се използва на японски и на санскрит:
- японски: нобо акяша он арикя мари бори совака.
- санскрит: намо акашагарбхая ом рам камари маули сваха.
- български превод: Нека из цялата вселена, „OM“, моля се всички човешки същества да благоденстват с цялата си посветеност.
- китайски превод: 南牟，阿迦捨，揭婆耶，唵，阿唎，迦麼唎，慕唎，莎訶！